# هند بنت أبي سفيان
هند بنت أبي سفيان بن حرب الأموية القرشية وهي ابنة أبو سفيان بن حرب، وأخت أم المؤمنين أم حبيبة معاوية بن أبي سفيان والأمير يزيد بن أبي سفيان. تزوجها الصحابي الحارث بن نوفل بن الحارث بن عبد المطلب الهاشمي وولدت له: مُحَمد، وعبد الله، وربيعة، وعبد الرحمن، ورملة، وأم الزبير.

## نسبها
- هي هند بنت أبي سفيان بن حرب بن أمية بن عبد شمس بن عبد مناف بن قصي بن كلاب الأموية العبشمية القرشية الكنانية.[3]
- أمها صفية بنت أبي عمرو بن أمية القرشية.[4]